# Stefan Wilson

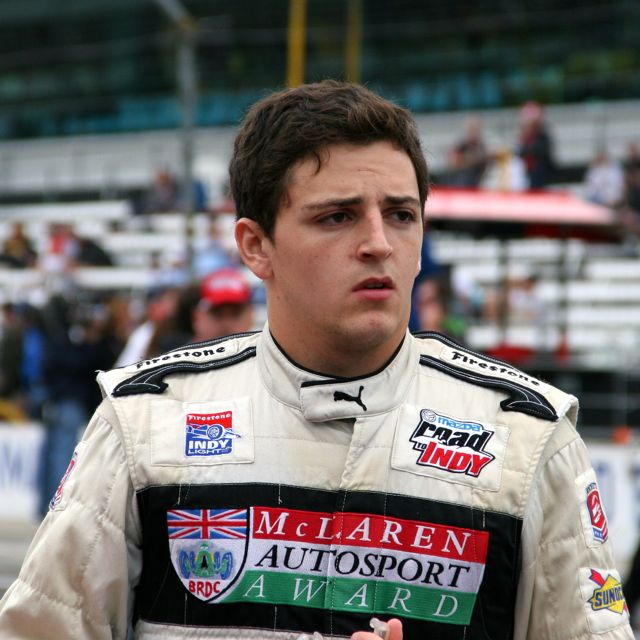
Stefan Wilson 2011

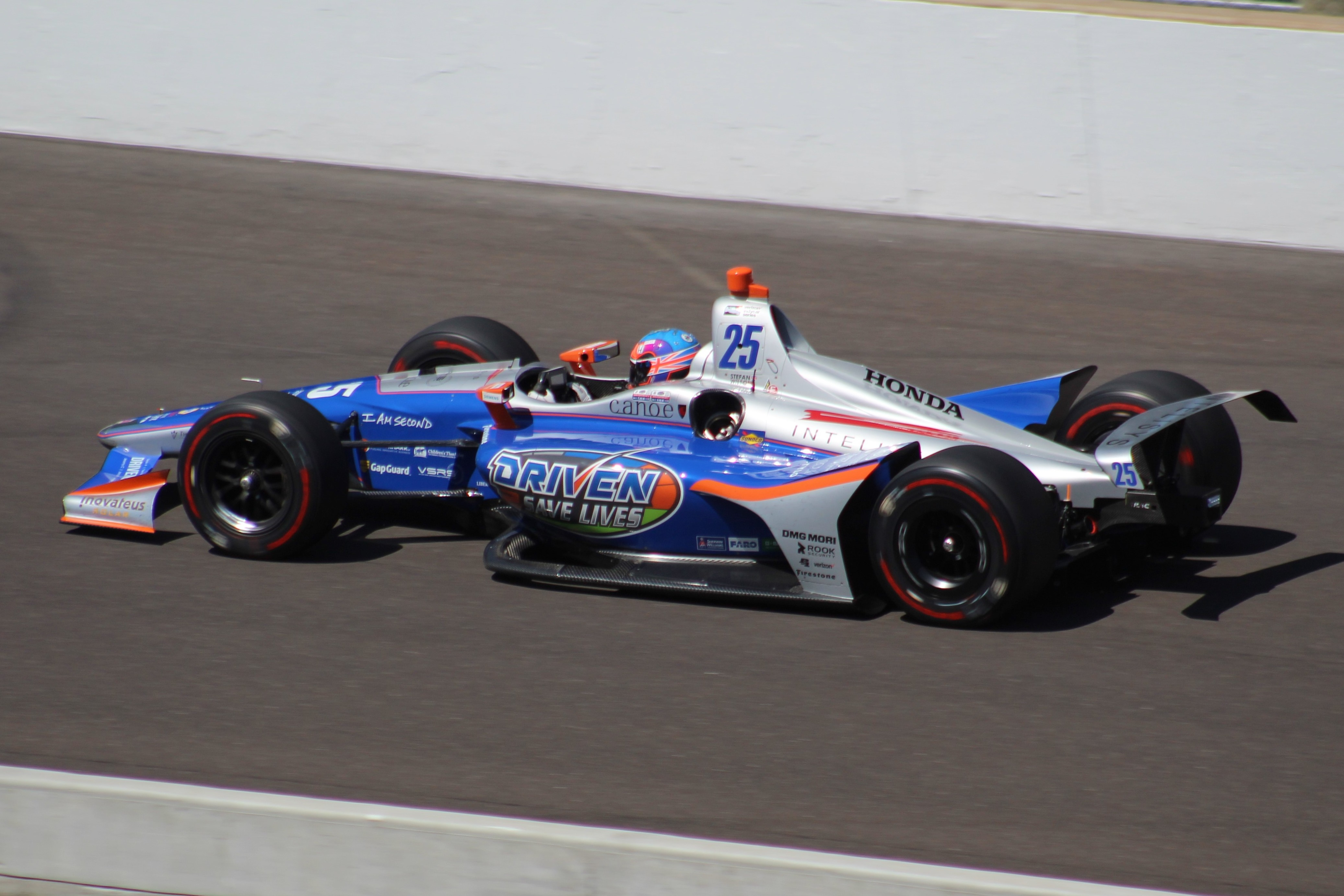
Wilson führte 2018 beim Indy 500 drei Runden lang das Feld an

Stefan Wilson (* 20. September 1989 in Sheffield) ist ein britischer Automobilrennfahrer. Er trat von 2009 bis 2012 in der Indy Lights an. Er ist der jüngere Bruder des Automobilrennfahrers Justin Wilson. Seit 2013 startete er bei vier IndyCar-Rennen.

## Karriere
Wilson begann seine Motorsportkarriere im Alter von neun Jahren im Kartsport und war bis 2006 in dieser Sportart aktiv. 2006 wechselte er in den Formelsport und machte seine ersten Erfahrungen in der Herbstmeisterschaft der Formel Palmer Audi, die er auf dem neunten Gesamtrang beendete. 2007 trat er in der regulären Meisterschaft an und wurde, neun Jahre nachdem sein Bruder Justin Wilson den Meistertitel gewonnen hatte, Vizemeister der Formel Palmer Audi. Dabei gewann er vier Rennen und stand weitere fünf Mal auf dem Podest. Für seine Leistungen wurde er am Ende der Saison mit dem McLaren Autosport BRDC Award ausgezeichnet. Als Preis durfte er Ende 2009 einen Formel-1-Boliden von McLaren testen. 2008 trat er in der nationalen Klasse der britischen Formel-3-Meisterschaft an und wurde mit vier Siegen Vierter in der Gesamtwertung.
2009 wechselte Wilson nach Nordamerika in die Indy Lights zu First Motorsports, das in Kooperation mit Walker Racing antrat. Er nahm nur an 6 von 15 Rennen teil und beendete die Saison mit einem vierten Platz als bestes Resultat auf dem 22. Gesamtrang. 2010 erhielt Wilson bei Bryan Herta Autosport als Teamkollege von Sebastian Saavedra ein Indy-Lights-Cockpit und startete bei 11 von 13 Rennen. Er erzielte bereits beim Saisonauftakt als Dritter seine erste Podest-Platzierung. Am Saisonende belegte er den elften Gesamtrang. 2011 absolvierte Wilson für Andretti Autosport seine dritte Indy-Lights-Saison. Mit zwei Siegen wurde er Dritter in der Fahrerwertung. 2012 nahm Wilson für Fan Force United nur an einem Indy-Lights-Rennen teil.
2013 debütierte Stefan Wilson für Dale Coyne Racing in der IndyCar Series. Zusammen mit seinem Bruder Justin bildete er das erste Bruderpaar, das für ein Team in der IndyCar Series antrat. Stefan Wilson startete bei einem Rennen. Nach zwei Jahren ohne Renneinsatz ging Wilson in der IndyCar Series 2016 für KV Racing Technology zum Indianapolis 500 an den Start. Darüber hinaus nahm er 2016 an der nordamerikanischen Lamborghini Super Trofeo teil. Dort belegte er den fünften Platz in der Gesamtwertung. 2017 sollte er ursprünglich für Andretti Autosport beim Indianapolis 500 starten. Er überließ sein Cockpit Fernando Alonso und verzichtete auf einen Start. 2018 nahm er für Andretti Autosport ein zweites Mal am Indy 500 teil. Durch eine andere Strategie führte er drei Runden im letzten Rennabschnitt. Weil er aber vier Runden vor Rennende noch einmal Tanken musste, erreichte Wilson das Ziel als 23. Nach drei Jahren trat er 2021 erneut für Andretti beim Indy 500 an. Er startete als 28. und war nach einem Dreher in der Boxengasse der erste von drei Ausfällen im Rennen. 2023 sollte er erneut für Dreyer & Reinbold Racing / Cusick Motorsports beim Indy 500 antreten. Aufgrund eines Trainingsunfalls durfte er wegen seiner Verletzungen nicht am Rennen teilnehmen.

## Statistik

### Karrierestationen
| - 1999–2006: Kartsport - 2006: Formel Palmer Audi, Herbstmeisterschaft (Platz 9) - 2007: Formel Palmer Audi (Platz 2) - 2008: Britische Formel 3, nationale Klasse (Platz 4) - 2009: Indy Lights (Platz 22) | - 2010: Indy Lights (Platz 11) - 2011: Indy Lights (Platz 3) - 2012: Indy Lights (Platz 23) - 2013: IndyCar Series (Platz 33) - 2016: IndyCar Series (Platz 34) | - 2016: Nordamerikanische Lamborghini Super Trofeo, ProAm (Platz 5) - 2017: WSCC, PC (Platz 17) - 2018: IndyCar Series (Platz 34) - 2021: IndyCar Series (Platz 41) |

### Einzelergebnisse in der IndyCar Series
| Jahr | Team                           | 1   | 2   | 3   | 4     | 5    | 6    | 7   | 8   | 9   | 10  | 11   | 12   | 13  | 14  | 15  | 16  | 17  | 18  | 19  | Punkte | Rang |
| ---- | ------------------------------ | --- | --- | --- | ----- | ---- | ---- | --- | --- | --- | --- | ---- | ---- | --- | --- | --- | --- | --- | --- | --- | ------ | ---- |
| 2013 | Dale Coyne Racing              | STP | ALA | LBH | SAO   | INDY | DET  | DET | TXS | MIL | IOW | POC  | TOR  | TOR | MDO | SNM | BAL | HOU | HOU | FON | 14     | 33.  |
| 2013 | Dale Coyne Racing              |     |     |     |       |      |      |     |     |     |     |      |      |     | 16  |     |     |     |     |     | 14     | 33.  |
| 2016 | KV Racing Technology           | STP | PHO | LBH | ALA   | IMS  | INDY | DET | DET | ROA | IOW | TOR  | MDO  | POC | TXS | WGL | SNM |     |     |     | 14     | 34.  |
| 2016 | KV Racing Technology           |     |     |     | 2830  |      |      |     |     |     |     |      |      |     |     |     |     |     |     |     | 14     | 34.  |
| 2018 | Andretti Autosport             | STP | PHO | LBH | ALA   | IMS  | INDY | DET | DET | TXS | ROA | IOW  | TOR  | MDO | POC | STL | POR | SNM |     |     | 31     | 34.  |
| 2018 | Andretti Autosport             |     |     |     | 15°23 |      |      |     |     |     |     |      |      |     |     |     |     |     |     |     | 31     | 34.  |
| 2021 | Andretti Autosport             | ALA | STP | TXS | TXS   | IMS  | INDY | DET | DET | ROA | MDO | NSH  | IMS  | STL | POR | LAG | LBH |     |     |     | 10     | 41.  |
| 2021 | Andretti Autosport             |     |     |     | 3328  |      |      |     |     |     |     |      |      |     |     |     |     |     |     |     | 10     | 41.  |
| 2022 | DragonSpeed/Cusick Motorsports | STP | TXS | LBH | ALA   | IMS  | INDY | DET | ROA | MDO | TOR | IOW1 | IOW2 | IMS | NSH | GAT | POR | LAG |     |     | 10     | 35.  |
| 2022 | DragonSpeed/Cusick Motorsports |     |     |     | 26    |      |      |     |     |     |     |      |      |     |     |     |     |     |     |     | 10     | 35.  |

(Legende)

### Sebring-Ergebnisse
| Jahr | Team           | Fahrzeug          | Teamkollege | Teamkollege     | Platzierung | Ausfallgrund |
| ---- | -------------- | ----------------- | ----------- | --------------- | ----------- | ------------ |
| 2022 | Team Hardpoint | Porsche 911 GT3 R | Rob Ferriol | Katherine Legge | Rang 32     |              |